# Elliptera coloradensis
Elliptera coloradensis is een tweevleugelige uit de familie steltmuggen (Limoniidae). De soort komt voor in het Nearctisch gebied.